# Лобанок Володимир Єлисейович
Володимир Єлисейович Лобанок (3 липня 1907, село Остров, тепер Пуховицького району Мінської області, Республіка Білорусь — 4 листопада 1984, місто Мінськ, Республіка Білорусь) — радянський білоруський державний діяч, 1-й секретар Поліського і Вітебського обласних комітетів КП Білорусі, 1-й заступник голови Ради міністрів Білоруської РСР. Член ЦК КП Білорусі в 1949—1984 роках, кандидат і член Бюро ЦК КП Білорусі. Член Центральної Ревізійної комісії КПРС у 1961—1976 роках. Депутат Верховної Ради СРСР 2—10-го скликань. Герой Радянського Союзу (16.09.1943).

## Життєпис
Народився в селянській родині. У 1926 році закінчив Дукорську семирічну школу з сільськогосподарським ухилом, а у 1927 році — Мар'їногорський сільськогосподарський технікум Білоруської РСР. 
Член ВКП(б) з 1930 року.
У 1931 році закінчив Білоруську сільськогосподарську академію.
З 1931 року працював агрономом, помічником народного комісара землеробства Білоруської РСР. У 1933—1934 роках — агроном-економіст уповноваженого Народного комісаріату зернових і тваринницьких радгоспів СРСР по Білоруській ССР. У 1934—1939 роках — директор Бєлицького сільськогосподарського технікуму Вітебської області. У 1939—1941 роках — директор Смолянського сільськогосподарського технікуму Вітебської області.
З початку 1941 року — 1-й секретар Лепельського районного комітету КП(б) Білорусі.
У серпні 1941 року направлений в німецький тил для організації та керівництва підпіллям і партизанським рухом в Білоруської РСР, учасник німецько-радянської війни. У серпні 1941 року — червні 1944 року — 1-й секретар Лепельського підпільного районного комітету КП(б) Білорусі, одночасно з березня 1942 — командир 68-го партизанського загону, з серпня 1942 року — комісар Чашкинської партизанської бригади «Дубова». З липня 1943 року — командир Лепельської партизанської бригади імені Сталіна, а з грудня 1943 року — керівник оперативної групи Білоруського штабу партизанського руху по Полоцько-Лепельській партизанської зоні.
Указом Президії Верховної Ради СРСР від 16 вересня 1943 року за зразкове виконання бойових завдань командування в боротьбі проти німецько-фашистських загарбників в тилу противника і проявлені при цьому відвагу та геройство і особливі заслуги в розвитку партизанського руху в одній з областей Білорусії полковнику Лобанку Володимиру Єлисейовичу присвоєно звання Героя Радянського Союзу з врученням ордена Леніна і медалі «Золота Зірка».
У липні — вересні 1944 року — заступник завідувача Сільськогосподарського відділу ЦК КП(б) Білорусі.
У вересні 1944 — 1946 року — голова виконавчого комітету Полоцької обласної ради депутатів трудящих.
У 1946 — грудні 1948 року — 2-й секретар Поліського обласного комітету КП(б) Білорусі.
У грудні 1948 — 1953 року — 1-й секретар Поліського обласного комітету КП(б) Білорусі.
У 1953—1954 роках — слухач Курсів перепідготовки при ЦК КПРС.
У січні 1954 — вересні 1956 року — голова виконавчого комітету Гомельської обласної ради депутатів трудящих.
У 1956 році закінчив заочно Вищу партійну школу при ЦК КПРС.
У вересні 1956 — квітні 1962 року — 1-й секретар Вітебського обласного комітету КП(б) Білорусі.
У квітні 1962 — квітні 1974 року — 1-й заступник голови Ради міністрів Білоруської РСР.
Одночасно у квітні 1962 — 1964 року — міністр виробництва та заготівель сільськогосподарських продуктів Білоруської РСР.
У квітні 1974 — 4 листопада 1984 року — заступник голови Президії Верховної ради Білоруської РСР.
Помер 4 листопада 1984 року. Похований Східному цвинтарі міста Мінська.

## Військове звання
- полковник

## Нагороди і відзнаки
- Герой Радянського Союзу (16.09.1943)
- три ордени Леніна (16.09.1943; 30.12.1948; 22.03.1966)
- орден Жовтневої Революції (27.08.1981)
- орден Червоного Прапора (16.01.1943)
- орден Суворова І ст. (15.08.1944)
- орден Вітчизняної війни І ст. (1.02.1945)
- три ордени Трудового Червоного Прапора (28.05.1957; 18.01.1958; 10.03.1976)
- орден Дружби народів (26.03.1982)
- медаль «За трудову доблесть» (25.12.1959)
- медалі